# Paulino Longás Ardanaz
Paulino Longás Ardanaz (Pamplona, 22 de junio de 1769–Pamplona, 1 de noviembre de 1840). Hijo del impresor, librero y editor José Longás y de Francisca Ardanaz, aprendió el oficio de la mano de su padre. A la muerte de este dirigió el negocio que había heredado su madre  (1795-1804) y cuando esta falleció, tras un periodo de interinidad (1804-1807), en el que se dilucidó la herencia paterna, asumió su propiedad (1807-1840). De ideología liberal, su actividad profesional se vio afectada por la época convulsa que le tocó vivir: la guerra de la Independencia (1808-1814), el Trienio Liberal (1820-1823) y la restauración del Absolutismo (1824).

## Trasmisión del negocio
Nace en Pamplona en 1769. Se formó al lado de su padre y en 1794, cuando este cayó gravemente enfermo, se puso al frente del negocio familiar. José Longás murió al año siguiente y dejó como heredera a su esposa. Sin embargo, fue su hijo Paulino el que efectivamente continuó al frente del mismo hasta la muerte de la madre en 1804. Entre 1804 y 1807 la razón social del taller fue “Imprenta de Longás”, dato que da a entender que en este tiempo se resolvía el reparto de la herencia entre los hijos de Francisca Ardanaz. En 1807 ya figura como propietario de la imprenta y librería y así continuará hasta su fallecimiento 33 años más tarde, en 1840. 
Al menos en los últimos años su situación económica no debió ser muy floreciente; en 1833 obtuvo un préstamo por valor de 118 000 reales de vellón que todavía a finales de siglo se reclamará judicialmente a sus herederos.
No se tiene noticia de que Paulino se casara y que tuviera descendencia. Un año después de su muerte, a partir de 1841 la imprenta y librería se denominan de "Longás y Ripa", ya que habían pasado a propiedad del pamplonés Manuel Ripa García y de su cuñada Josefa Larrondo. En 1856 el pie de imprenta cambia a "Viuda de Ripa", lo que induce a suponer que Manuel Ripa había fallecido. En 1858 el negocio fue entregado a una de sus hijas, Jacoba, como dote de su matrimonio con el tipógrafo Regino Bescansa. De hecho en lo sucesivo lleva el nombre de este.

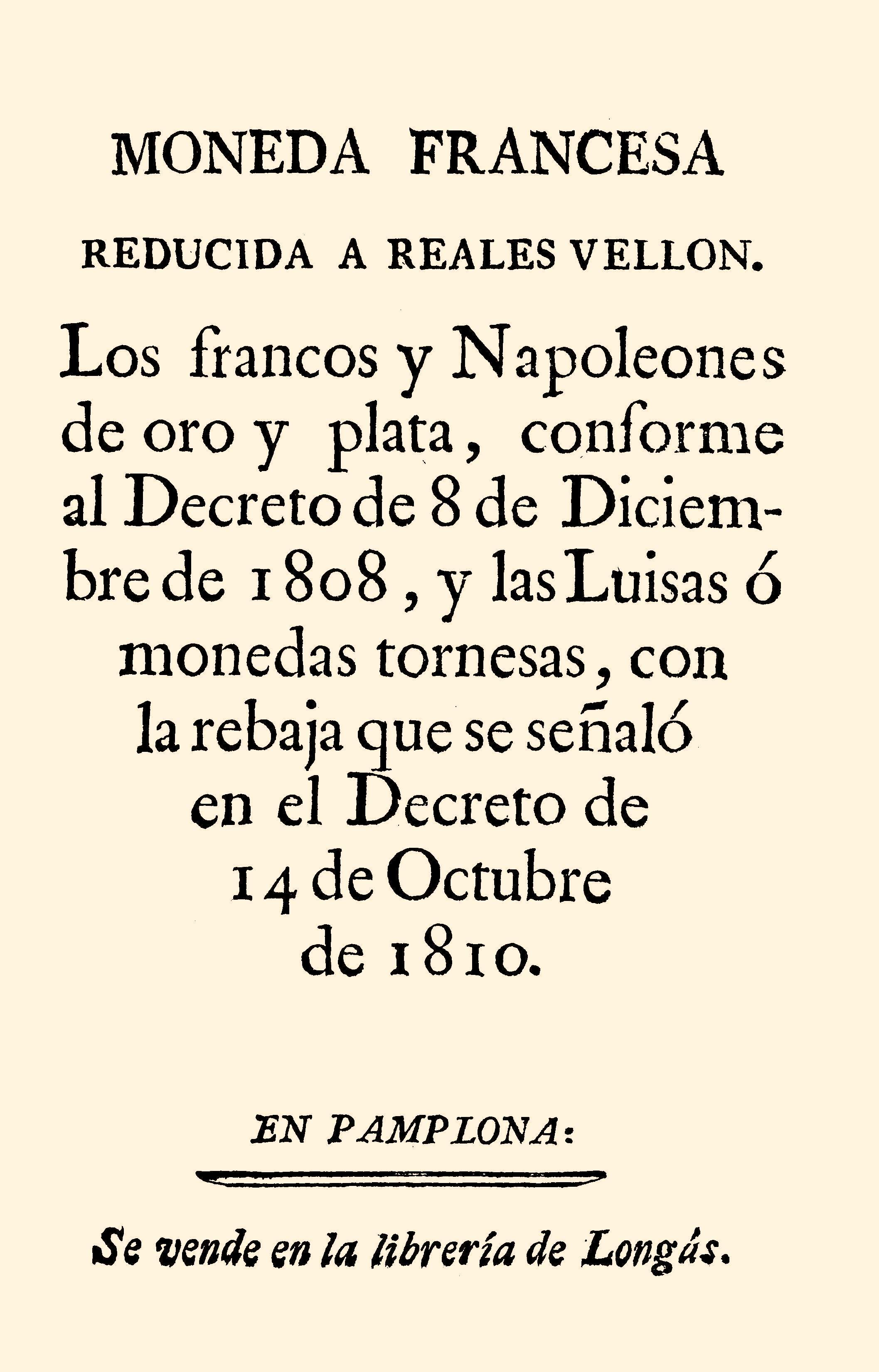
Impreso sobre el cambio de moneda francesa a española editado por Paulino Longás durante la ocupación del ejército de Napoleón

## El taller y la librería
Se encontraban en el mismo lugar que en 1774 dispuso su fundador José Longás: en el barrio de la Navarrería de la capital navarra, frente a la fuente de Santa Cecilia, uno de los espacios más concurridos de la ciudad, y junto a la calle del Carmen. Aquí, en una zona eminentemente clerical por su proximidad con la catedral y el palacio episcopal, se concentraban buena parte de las imprentas y librerías de la ciudad.

## Producción de libros
La impresión de un libro constituía un hecho relativamente excepcional en el quehacer cotidiano de las impresas de la capital navarra. Por regla general, la composición e impresión de un volumen en formato cuarto de unas cuatrocientas páginas solía ocupar dos meses de trabajo, sin que por ello en ese tiempo se dejaran de atender encargos menores y urgentes. 
La visión diacrónica de la aparición de libros da idea del ritmo de trabajo y de la relevancia de un taller de imprenta. En lo que se refiere al de Paulino Longás se conocen libros impresos entre 1805 y 1840, un periodo de 36 años en el que se tiene noticia de la impresión de 35 libros, lo que le situaría entre los primeros impresores pamploneses de su época.
Hay dos periodos en los que no se registran libros, el que va de 1808 a 1812, que coincide con la ocupación francesa de la capital navarra en la guerra de la Independencia, y el comprendido entre 1824 y 1828, cuando fue represaliado por su “adhesión al régimen constitucional” durante el Trienio Liberal. Por el contrario, los momentos de mayor actividad se sitúan precisamente en el citado Trienio y con el regreso a la actividad una vez concluido el tiempo de ostracismo laboral.
| Producción de libros de la imprenta de Paulino Longás (1805-1840) |
| ----------------------------------------------------------------- |
|                                                                   |

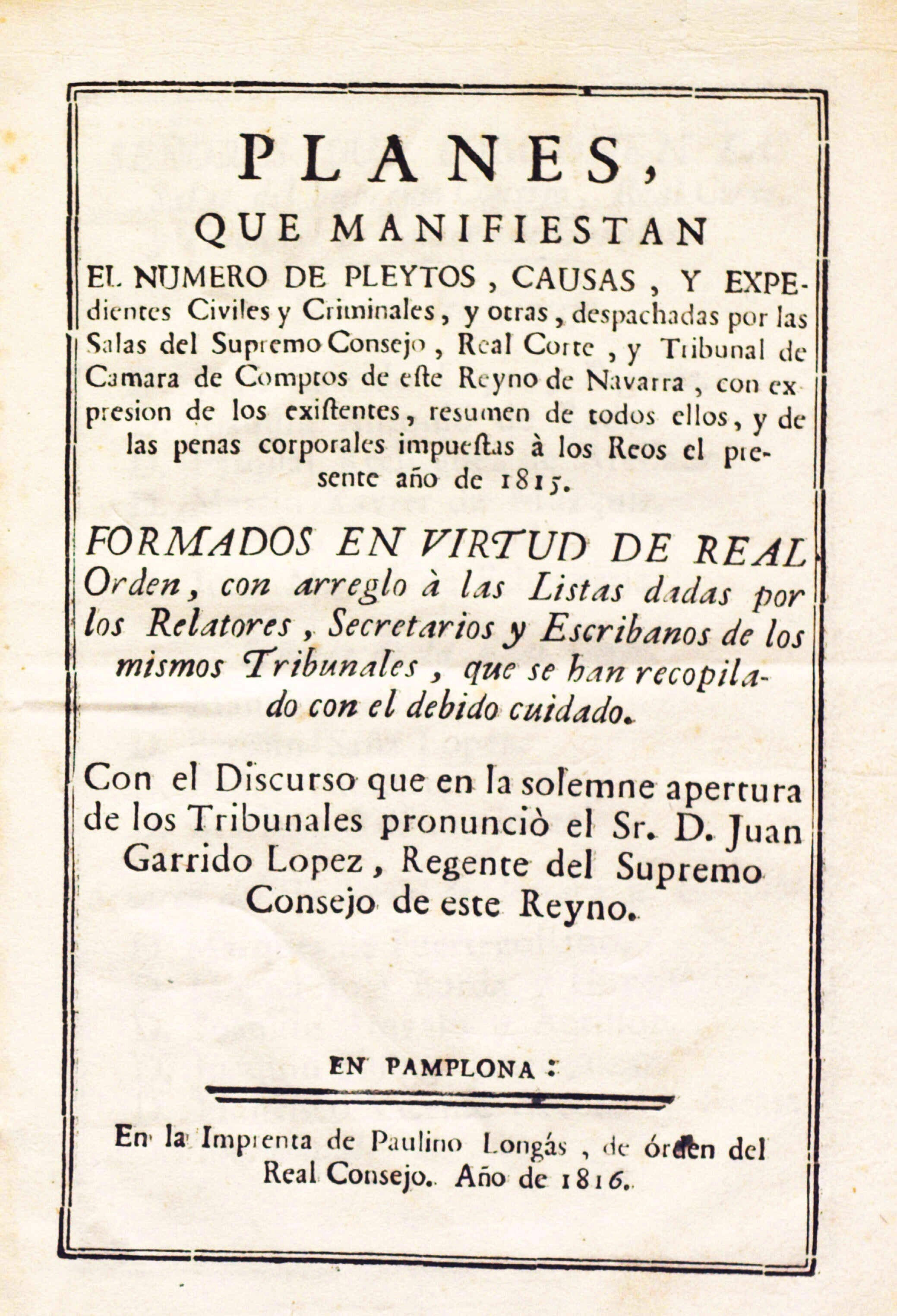
Memoria de los tribunales del reino de Navarra correspondiente a 1815 y publicada al año siguiente

Paulino Longás imprime obras sencillas, de un solo volumen, de ninguna manera semejantes a las grandes ediciones que llevó a cabo su padre. En relación con los impresores de su época, ocuparía el tercer lugar por volumen de impresión de libros, lo que representaría en torno al 17 por ciento de la producción total del período 1801-1841.
En cuanto a la calidad de sus impresiones, el 62 por ciento se consideran buenas o excelentes, lo que le sitúa en segundo lugar, tras Ramón Domingo, entre sus colegas de la capital navarra.
Disfrutó del cargo de Impresor del Reino y en consecuencia se le encomendó la impresión de publicaciones institucionales como los “Cuadernos de las Leyes” de las Cortes de Navarra celebradas 1818 y en 1828 que, por cierto, fueron las últimas de los Tres Estados. También por encargo del Reino sacó a la luz en 1815 la suntuosa edición en folio de los “Fueros del Reino Navarra, desde su creación hasta su feliz unión con el de Castilla", con una tirada de cuatro mil ejemplares.
La edición de esta obra en un volumen exento había sido reiteradamente prohibida desde el siglo XVI por los monarcas españoles por considerar que podría erosionar su autoridad. Cabe precisar que en 1686 las Cortes de Navarra consiguieron publicar los "Fueros del Reino de Navarra hasta su feliz unión con Castilla" en un volumen que también reunía la "Recopilación de las leyes promulgadas desde dicha unión hasta el año 1685". Con la publicación conjunta de los dos repertorios legales se pretendía mostrar la continuidad política que existía entre el reino de Navarra, independiente hasta 1512, y el incorporado a Castilla a partir de esa fecha.
El oficio de "Impresor del Real y Supremo Consejo de Navarra" le permitió imprimir la memoria anual "Planes que manifiestan el número de pleitos, causas y expedientes civiles y criminales” de los tribunales, de los que se conocen los correspondientes al periodo 1812-1818.

Los encargos de impresión de “ejecutoriales de hidalguía y nobleza” tramitados en los tribunales de Navarra constituían trabajos de entidad y que habitualmente exigían una cuidada impresión, de los que se conocen ocho salidos de su taller entre 1817 y 1832.

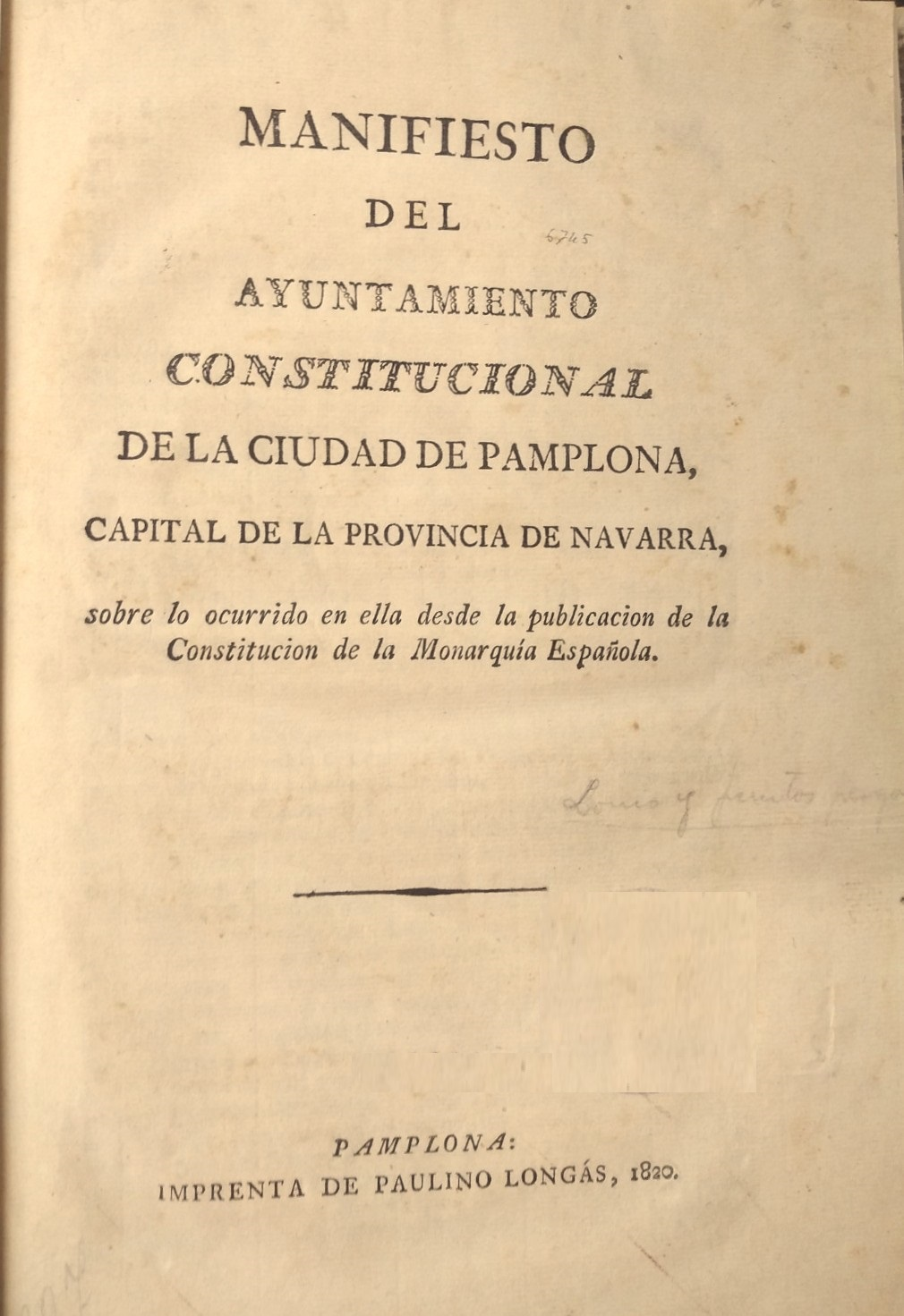
Publicación del "Ayuntamiento Constitucional" de Pamplona impresa por Paulino Longás en 1820

## Trabajos menores
Cuando se produjo la invasión de las tropas de Napoleón Paulino trabajaba para las instituciones políticas y tras la ocupación de Pamplona “le fue forzoso”-según declaró- continuar al servicio de las autoridades francesas, las cuales en 1813, tras su derrota y abandono de la ciudad, le dejaron sin pagar 13 000 reales de vellón. 

Por otra parte, en el Trienio Liberal, al instaurarse por vez primera la libertad de imprenta, sacó gran número de folletos, manifiestos y otros papeles en los que los ciudadanos expresaban sus ideas políticas y las autoridades informaban a la población de sus actuaciones. Entre ellos destaca el "Manifiesto del Ayuntamiento Constitucional de la ciudad de Pamplona" en el que a lo largo de 75 páginas la corporación municipal da cuenta a los vecinos de su actuación en los primeros meses de la implantación del liberalismo. En este tiempo vendió publicaciones oficiales, como el "Reglamento de la Milicia Nacional", que había impreso y que tuvo que poner a la venta ya que la Junta de Gobierno de Navarra no tenía dinero para pagarle el trabajo. Se da la circunstancia de que se incorporó como voluntario a este cuerpo armado de ideología liberal.

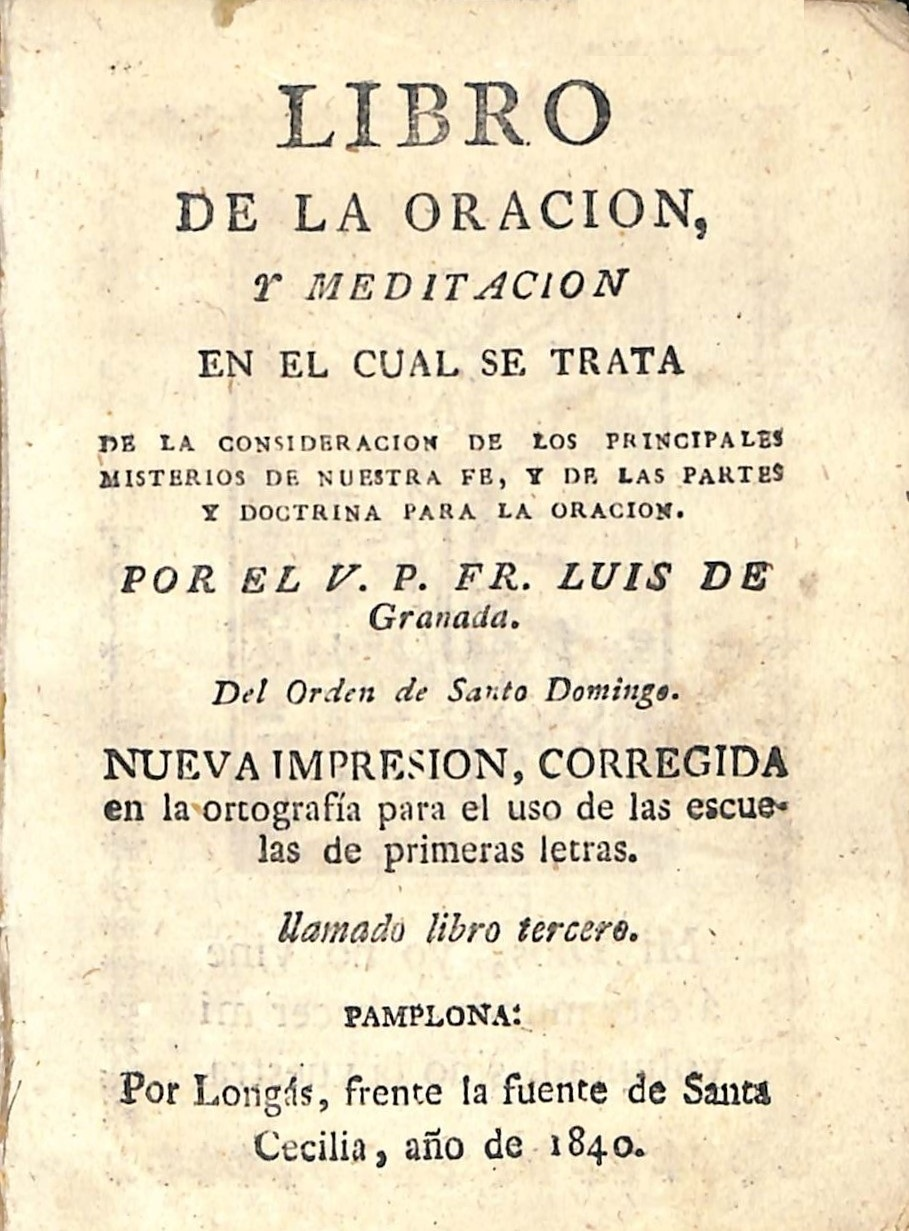
Libro de piedad de fray Luis de Granada editado reiteradamente por Paulino Longás

## Editor
Fue el primer librero de Pamplona en publicar el “Calendario para el reino de Navarra” preparado por el Real Observatorio Astronómico de Marina de San Fernando (Cádiz) que puso a la venta al menos desde 1819 hasta 1840, el año de su muerte. Se trataba de un folleto de 16 páginas, formato pequeño y precio popular.
En cuanto a los libros escolares, editó en 1821 y 1837 los “Elementos de Gramática Castellana” del maestro madrileño Diego Narciso Herranz y Quirós, “aumentados” por los maestros navarros Juan José García Velloso y Ezequiel Torrecilla. Este manual se empleó en las escuelas españolas de enseñanza primara por decreto de 1825. También editó el folleto “Nuevo compendio de la ortografía castellana”, de Juan José García Velloso y Ezequiel Torrecilla, del que en la edición de 1840 da cuenta de que se imprime por cuarta vez.
Su actividad editorial se orienta preferentemente a los asuntos religiosos y piadosos que a finales del Siglo de las Luces todavía era el género editorial de mayor demanda. Tal es el caso del popular “Libro de la oración y meditación” de fray Luis de Granada, del que al menos sacó ocho ediciones entre 1805 y 1840. Además, imprimió y puso a la venta publicaciones modestas y de gran tirada como la “Novena devota” a la Virgen del Carmen (1818) y el “Novenario del Patriarca San José” (1822).

## Librero
En la librería gestionaba la suscripción de publicaciones periódicas así como la venta de libros publicados preferentemente en Madrid.
En abril de 1826, tras una inspección realizada a iniciativa del obispo de Pamplona, fue detenido por vender libros prohibidos, entre los que figuraban cuarenta ejemplares de "El Nuevo Citador u Observaciones críticas sobre los dos Testamentos. Traducido al español por Un Amigo de la Verdad”, y otros tantos de "Dios y los hombres. Teología pero razonable, por el Barón D`'Holbach". Los había comprado al librero de Valencia Venancio Oliveros, el cual al año siguiente fue desterrado y privado de su oficio a perpetuidad. 
Como consecuencia del registro, Paulino fue detenido, incomunicado y, tras un mes en prisión, sometido a interrogatorio. Fue condenado, además de al decomiso de los libros, a una multa de seiscientos ducados de vellón, al cierre de la librería, al destierro de Pamplona durante cuatro meses y a hacer ejercicios espirituales durante doce días en el convento de los franciscanos de Tolosa, donde al finalizar esta penitencia debería confesarse y comulgar. Este tipo de condenas fue relativamente frecuente durante la Década Ominosa (1823-1833).
También tuvo relaciones comerciales  con Mariano de Cabrerizo entre 1818 y 1824. Este librero, al igual Venancio Oliveros, estaba instalado en Valencia y tuvo gran protagonismo político en esa ciudad durante el Trienio Liberal, por lo que fue represaliado en 1824.

## Galería de imágenes

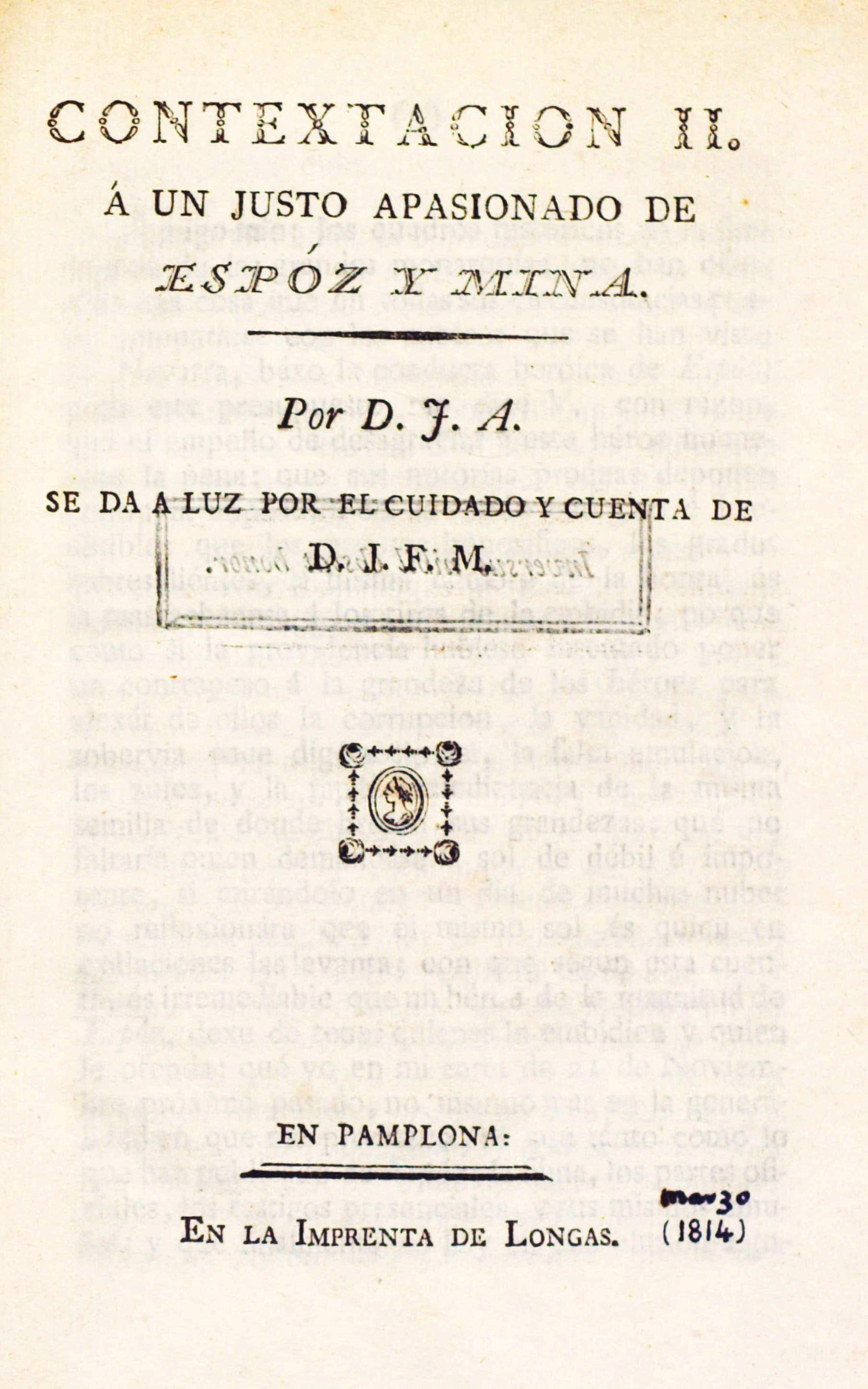
Impreso que exalta la "heroica conducta" de Francisco Espoz y Mina en la guerra de la Independencia publicado en marzo de 1814
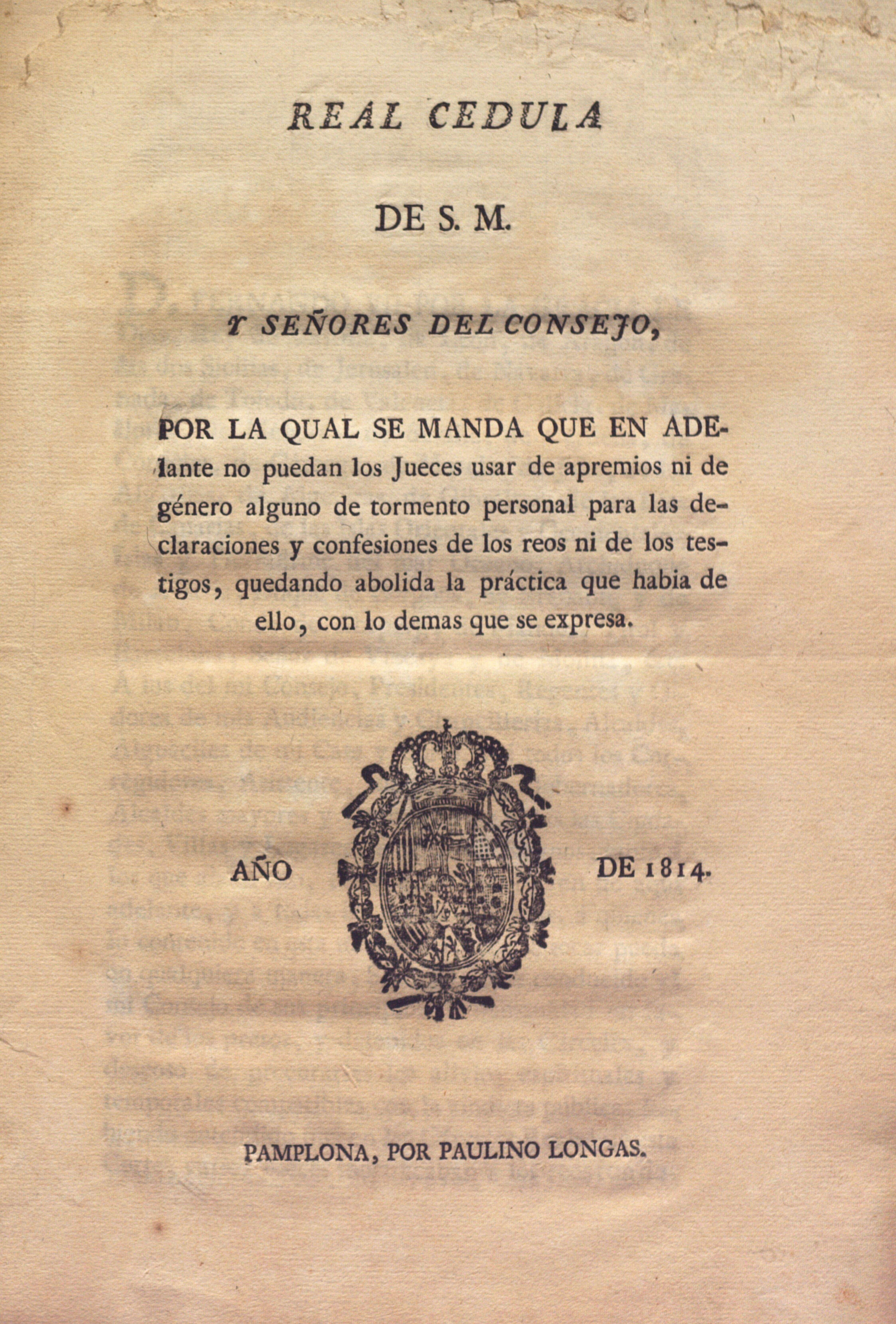
Real Cédula de 1814 por la que se prohíbe el tormento en los procesos judiciales
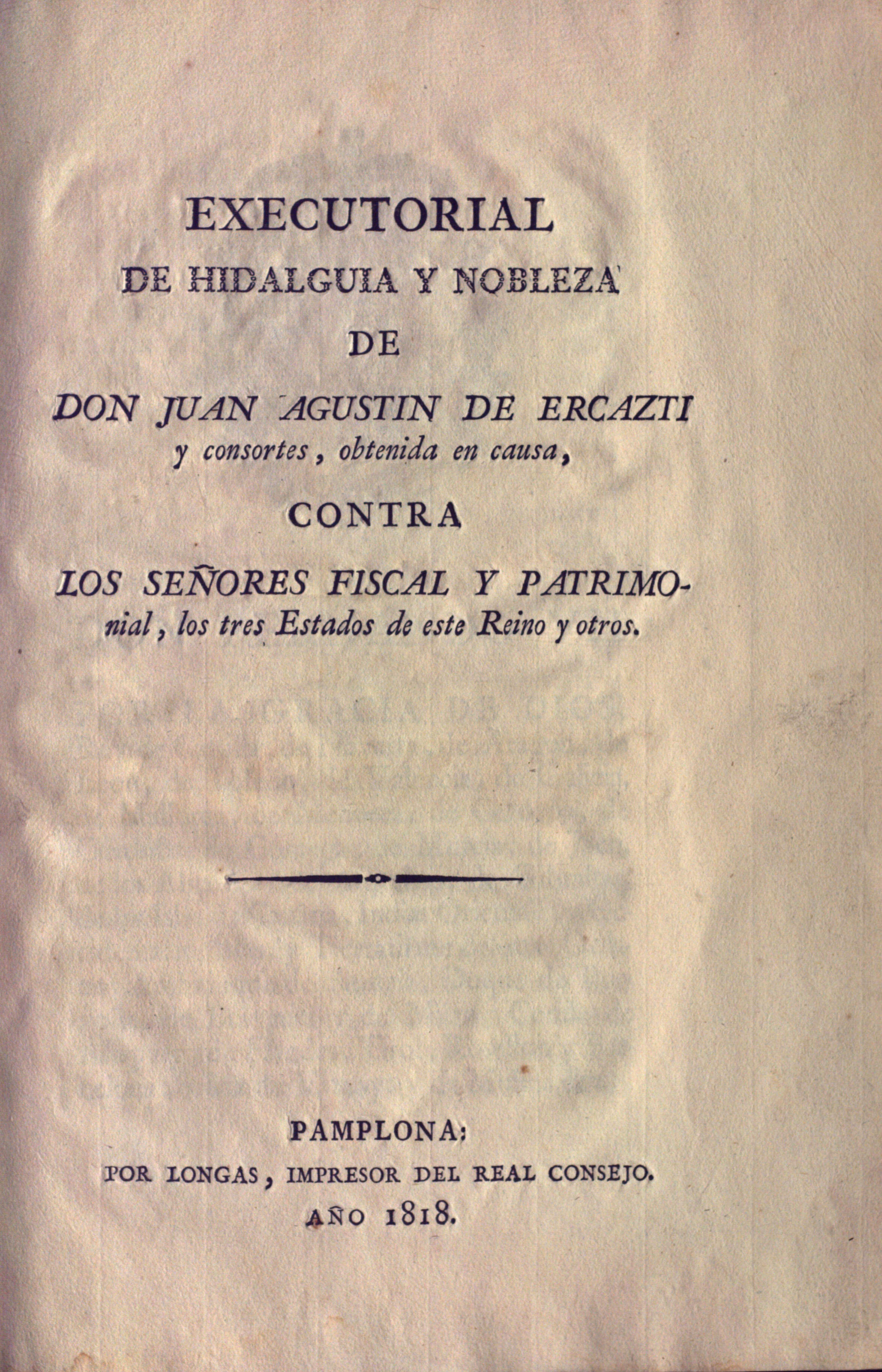
Ejecutoria de hidalguía por Paulino Longás "Impresor del Real Consejo" (1818)
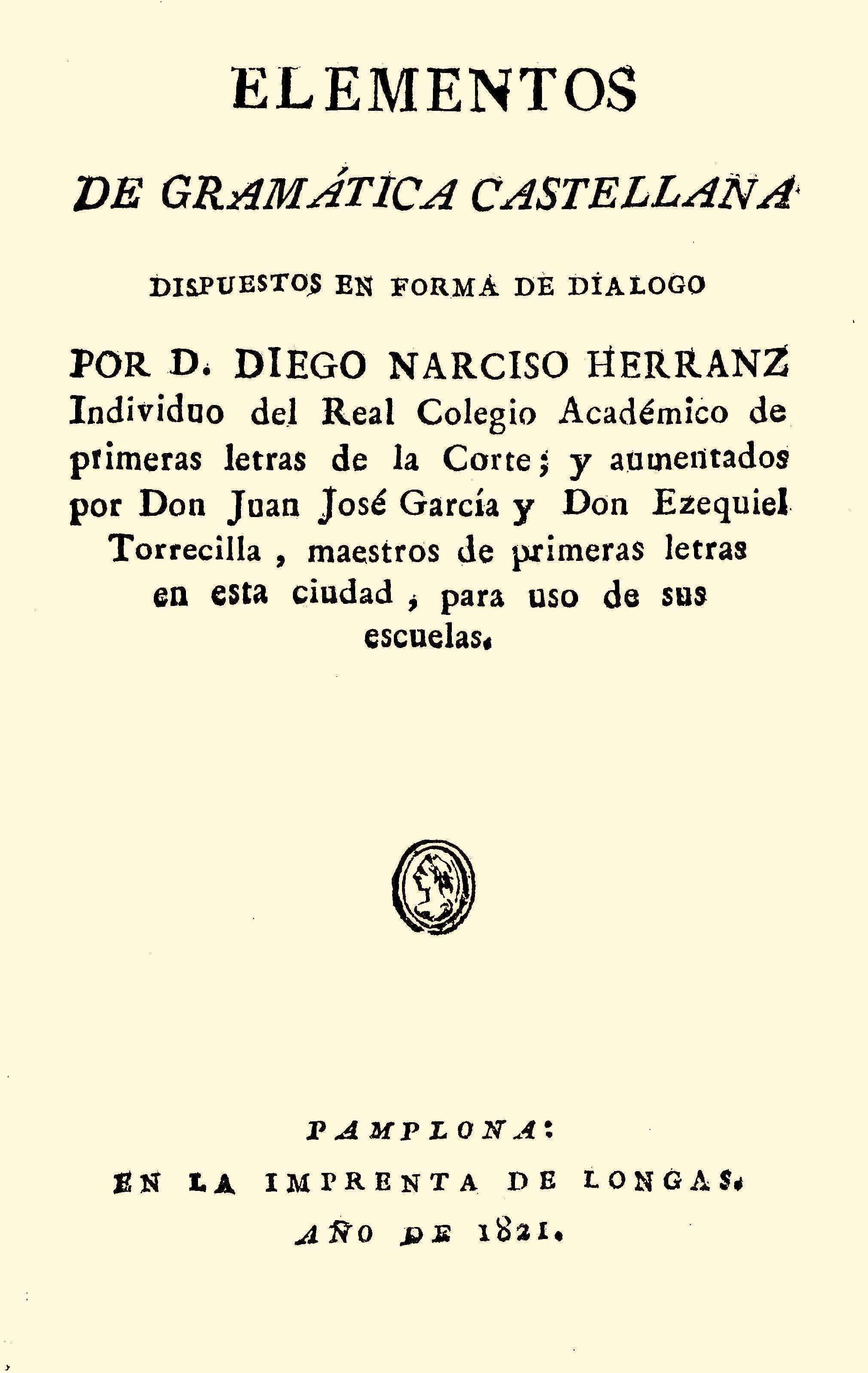
Manual de Gramática para maestros de escuelas primarias (1821)
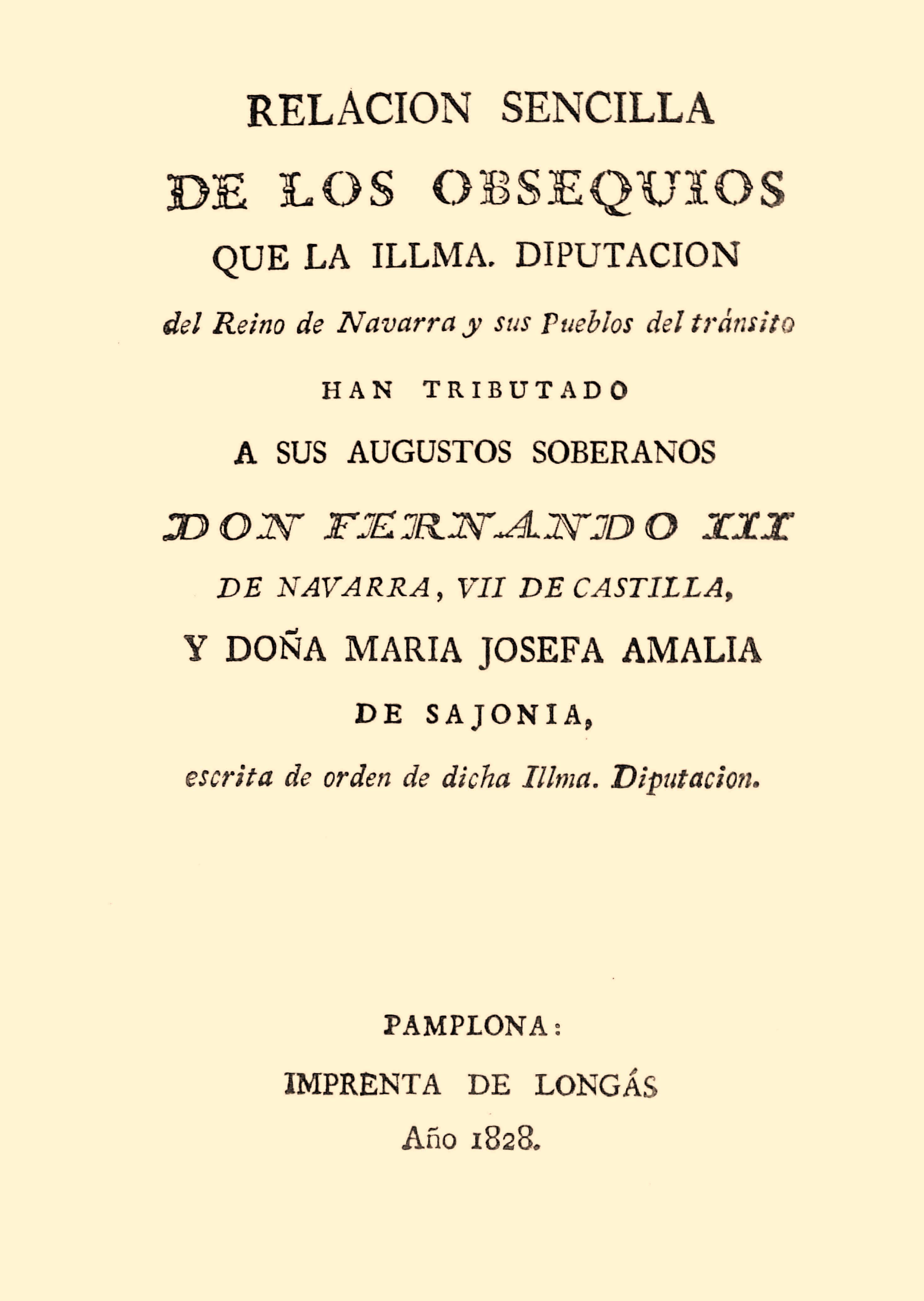
Crónica oficial de la visita al reino de Navarra de "Fernando III de Navarra, VII de Castilla" (1828)
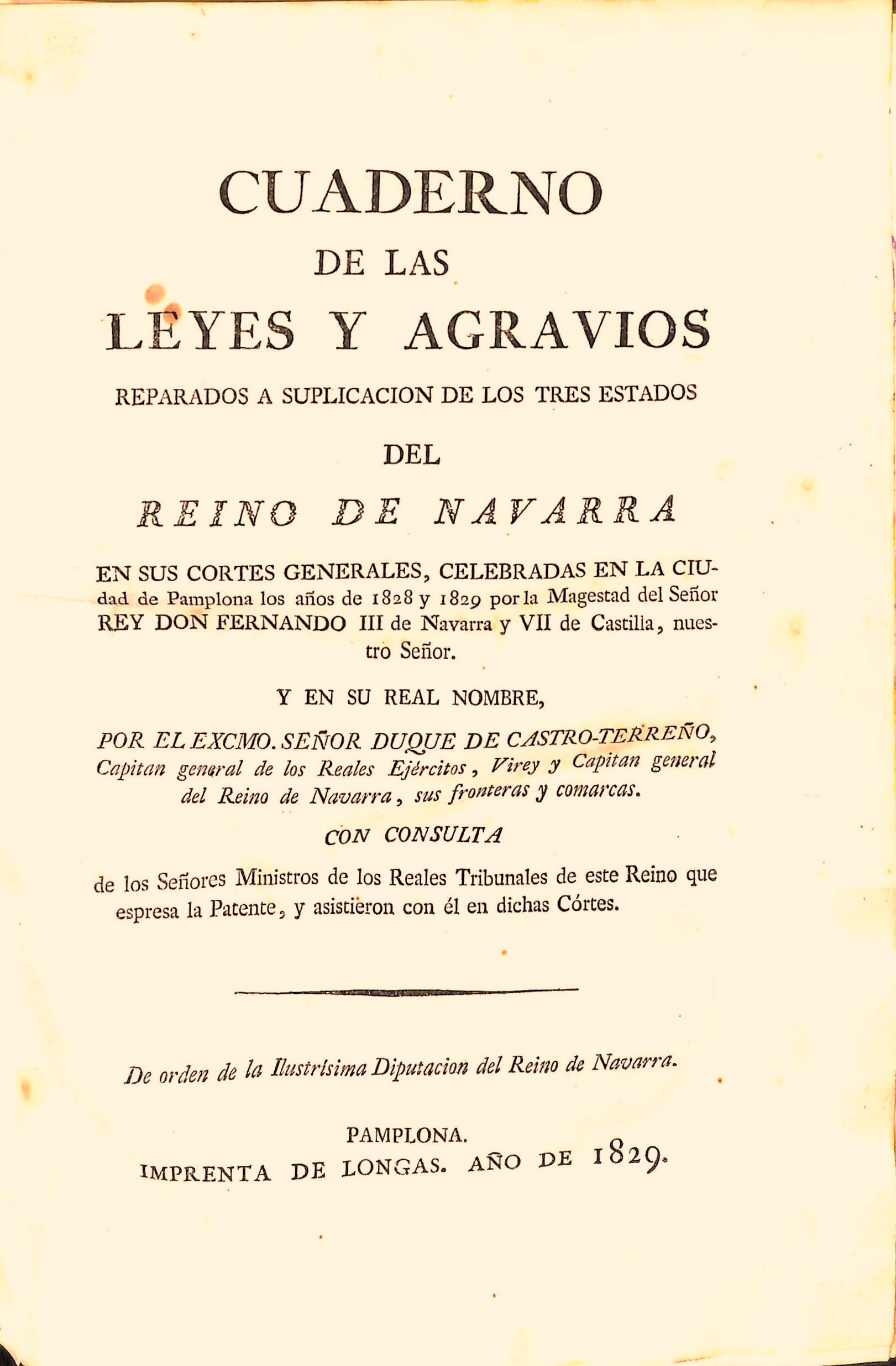
Leyes aprobadas en el últimas Cortes del reino de Navarra (1829)